# Peter Hochegger (Unternehmer)
Peter Hochegger (* 20. Februar 1949 in Mürzzuschlag) ist ein österreichischer Unternehmer und PR-Berater.

## Leben
Hochegger studierte Betriebswirtschaftslehre an der Hochschule für Welthandel in Wien. Nach Beratungstätigkeiten in verschiedenen Unternehmen gründete er zusammen mit seinem Bruder Paul die PR-Agentur Hochegger Communications mit Schwerpunkt Unternehmensberatung mit 50 Mitarbeitern. Hochegger ist spezialisiert auf Public Relations und Lobbying-Strategien. Er beriet große österreichische Unternehmen wie die Telekom Austria und die Immofinanz. Zudem war er als Berater für die Porr AG und die Österreichischen Bundesbahnen (ÖBB) tätig und organisierte die 2,4 Millionen Euro teure Roadshow des damaligen österreichischen Finanzministers Karl-Heinz Grasser.
Im Jahre 2007 gründete Hochegger zusammen mit Grasser die Kommunikationsagentur Valora Solutions Projektbegleitung GmbH, als Tochtergesellschaft der ZehnVierzig Agentur. Sowohl Mutter- als auch Tochtergesellschaft stehen zwischenzeitlich im alleinigen Eigentum des ehemaligen FPÖ-Politikers und Lobbyisten Walter Meischberger.
Peter Hochegger wurde am 16. August 2016 in der Nähe von Graz in der Privatklinik St. Radegund festgenommen und in die Justizanstalt Graz-Jakomini überstellt. Er war am 9. August zu einem Straffestsetzungstermin in einem Telekom-Austria-Verfahren im Wiener Straflandesgericht nicht erschienen. „Auf sein Fernbleiben, das sein Anwalt mit einem psychischen Zusammenbruch in der Schweiz und einer unerlässlichen Behandlung Hocheggers in Basel begründete, reagierte die Staatsanwaltschaft mit einem Antrag auf Erlassung eines Haftbefehls wegen Fluchtgefahr.“

## Verwicklung in Affären
Hochegger gilt zusammen mit Meischberger und Grasser als Schlüsselfigur zahlreicher undurchsichtiger Geschäfte. Über ihn sollen laut dem österreichischen Nachrichtenmagazin profil im Zeitraum 2000 bis 2006, in der Ära der Schwarz-Blauen-Koalition, mehr als 40 Millionen Euro an Honoraren und Provisionen geflossen sein, wobei das Geld überwiegend von staatsnahen Betrieben wie der Telekom Austria und den Österreichischen Bundesbahnen (ÖBB) gekommen sein soll. Nutznießer dieser Gelder waren über zahlreiche Beraterverträge Regierungsmitglieder und hochrangige Funktionäre.
- profil bezifferte im Jänner 2011 die Honorare, die Hochegger von der Telekom Austria über zehn Jahre hinweg erhielt, auf 25 Millionen Euro. In diese Phase fällt auch die Zeit, als Hocheggers Freund Karl-Heinz Grasser Finanzminister und Eigentümervertreter der teilprivatisierten Telekom war.[8] Im August 2011 leitete die Staatsanwaltschaft Wien Ermittlungen gegen den ehemaligen Verkehrsminister Hubert Gorbach (FPÖ/dann BZÖ) ein. Nach dessen Ausscheiden aus der Politik soll Hochegger über seine Firma die private Sekretärin des Ex-Ministers finanziert haben. Dabei sollen 264.000 Euro geflossen sein.[9][10] Im August 2011 kündigte Telekom-Chef Hannes Ametsreiter Schadenersatzklagen in Zusammenhang mit der sogenannten Telekom-Affäre an. Von den Schäden in Höhe von 18 Millionen Euro entfielen demnach 9 Millionen auf Honorare für Hochegger ohne dokumentierte Gegenleistung.[11] Im Februar 2012 veröffentlichte profil Auszüge aus der Buchhaltung der Valora AG. Demnach überwies die Telekom zwischen 2000 und 2008 insgesamt 38 Millionen Euro an Hocheggers Unternehmensgruppe, von denen knapp zehn Millionen Euro bei der Valora versickerten.[12]
- BUWOG-Affäre: Im Jahr 2004 erhalten Hochegger und Meischberger im Zuge der umstrittenen Privatisierung der Bundeswohnungen (BUWOG) vom erfolgreichen Käufer Immofinanz 9,6 Millionen Euro. Laut Berichten sollen die beiden mittels Scheinrechnungen über eine zypriotische Briefkastenfirma bezahlt worden sein.[1] Im September 2009 erstatten Meischberger und Hochegger Selbstanzeige wegen Steuerhinterziehung.[13]
- Linzer Terminal-Tower-Affäre: Im Jahr 2005 erhielten Hochegger und Meischberger von der UBM Realitätenentwicklung ein Beraterhonorar von 200.000 Euro um „Hindernisse in Zusammenhang mit einem von der Porr in Linz entwickelten Büroprojekt aus dem Weg zu räumen“.[14][15] Im März 2006 sprach sich der damalige österreichische Finanzminister Grasser für die Übersiedlung der Finanzlandesdirektion Oberösterreich in den neuen Terminal Tower aus, obwohl er im Dezember 2005 die Mietverhandlungen abbrechen ließ.[16][17]
- Sky-Link Terminal: Kurz nach dem Start des umstrittenen Skylink-Terminals im Jahr 1999 wird Hochegger vom politisch besetzten Vorstand des Flughafens Wien als Kommunikationsberater engagiert. Die Kosten des neuen Flughafenterminals erhöhen sich von 400 auf 890 Millionen Euro.[2]
- Hochegger wurden auch durch die ÖBB um 180.000 € die Markenrechte an der Marke Railjet abgekauft, obwohl dieser Name durch einen ÖBB-Mitarbeiter in einem Workshop erdacht wurde.[18]
- Hochegger erhielt vom burgenländischen Energieversorger BEWAG zwischen 2006 und 2009 an die 3,6 Millionen Euro für nicht genau nachvollziehbare Leistungen und Geschäfte unter anderem auch in Ungarn. Die damals zuständigen Vorstände wurden deswegen im Mai 2011 von der BEWAG fristlos entlassen.[19]
- Bei der Teilprivatisierung der Österreichischen Post erhielt Hochegger zusammen mit Meischberger von der beratenden Investmentbank Raiffeisen Centrobank eine „Erfolgsprovision“ von 350.000 Euro, damit das Investmenthaus vom Finanzminister und der ihm unterstellten ÖIAG nicht übersehen wurde.[20]

Als Reaktion auf die vielen Affären entschlossen sich die Mitarbeiter von Hocheggers Agentur 2010 eine neue PR-Firma namens Chapter 4 Communications Consulting zu gründen und hochrangige Kunden zu übernehmen.

### Weitere Zahlungen
Die bulgarische Regierung zahlte Hochegger 1,5 Millionen Euro für eine Imagekampagne Reinforcing the Positive Image of the Republic of Bulgaria in the European Union. Dabei soll es laut Hochegger um die „Einschätzung“ des Images Bulgariens in der EU gegangen sein. Ein Teil des Geldes landete bei Ex-ÖVP-Innenminister Ernst Strasser. Dieser sagte aus, für die Beseitigung eines Problems eines ausländischen Kunden 100.000 Euro erhalten zu haben. Die ÖVP-Fraktion Christlicher Gewerkschafter im Österreichischen Gewerkschaftsbund (ÖGB) bekam einen „Marketingzuschuss/Telekomzuschuss“ in der Höhe von 30.000 Euro. Das Zentralorgan der Freiheitlichen, die Neue Freie Zeitung, erhielt 2004 einen „Druckkostenbeitrag“ von 200.000 Euro, als Gegenleistung für mehrere Artikel über „Regulierungsmaßnahmen im Telekom-Bereich“. Auch der SPÖ-Abgeordnete Kurt Gartlehner erhielt von Hochegger im Jahr 2007 rund 30.000 Euro für eine Expertise zum Thema Breitbandausbau und Regulierungspolitik. Weitere zahlreiche Zahlungen sollen an den früheren FPÖ-Politiker und Lobbyisten Walter Meischberger geflossen sein.

### Strafverfahren
Im Jänner 2013 wurde von der Staatsanwaltschaft Wien gegen Hochegger Anklage in der sogenannten Telekom-Austria-Affäre erhoben. Gemeinsam mit Rudolf Fischer, Klaus Wittauer und anderen Personen wurden ihm dabei  Untreue, falsche Beweisaussage und Geldwäsche vorgeworfen.
Im September 2013 wurde Hochegger in dieser Causa zu zweieinhalb Jahren unbedingter Haft verurteilt. Am 25. November 2015 bestätigte der OGH den Untreueschuldspruch für  Hochegger, ordnete aber eine Neudurchführung des Falschaussageverfahrens gegen ihn an.
Am 21. Juli 2016 gab die Wirtschafts- und Korruptionsstaatsanwaltschaft bekannt, gegen Hochegger sowie Karl-Heinz Grasser, Walter Meischberger, Ernst Plech und zwölf weitere Personen in den Causae BUWOG und Terminal Tower Anklage zu erheben. Der verursachte Gesamtschaden beläuft sich laut Anklage auf zehn Millionen Euro woraus sich ein Strafrahmen von bis zu zehn Jahren Haft ergibt.
In seiner Aussage vor Gericht belastete Hochegger seine Mitangeklagten Meischberger und Grasser schwer. Die „Schlüsselinformationen“ seien von Meischberger gekommen, dieser habe auch expressis verbis gesagt, ohne Karl-Heinz hätten beide die Provisionen in Millionenhöhe nicht bekommen.
Am 4. Dezember 2020 wurde er erstinstanzlich – trotz seines Geständnisses – zu sechs Jahren Haft verurteilt. Am 25. März 2025 bestätigte der Oberste Gerichtshof letztinstanzlich das Urteil gegen Peter Hochegger in der Causa BUWOG und Terminal Tower, reduzierte das Strafmaß jedoch auf 3 Jahre, davon 2 Jahre bedingt zur Bewährung auf 3 Jahre.